# Guo Qiusen
Guo Qiusen (chino tradicional 郭秋生, chino simplificado 郭秋生, pinyin; Hsinchuang, Taipéi, 1904 – 1980) era un escritor taiwanés gran conocido por su pseudónomo Qiusen gran seguidor del movimiento lingüístico creado por Huang Shihui.
- Datos: Q699275